# 공용우
공용우(1972년 8월 12일 ~ )는 한화 이글스의 전 야구 선수다. 강릉고등학교를 졸업했다. 현재 강릉고등학교의 감독이다.